# Maravillas del mundo (programa de televisión)
Maravillas del mundo es un programa de televisión chileno de viajes emitido Canal 13 y su señal cultural de paga 13C. Fue conducido por Claudio Iturra, estrenado el 24 de octubre de 2015 en el bloque Sábado de reportajes (2015-2019) y Cultura en el 13 (2019-presente). La cuarta temporada fue estrenado el 6 de marzo de 2019.
Maravillas del mundo ambienta en los lugares de Norteamérica, Sudamérica, Asia, Medio Oriente y Europa. En 2020, Maravillas del mundo se consolido en el programa cultural del mundo como el sello cultural.
En Argentina el canal Telemax emite sus programas desde el 2020.

## Episodios

### Primera temporada (2015-2016)
1. «Sri Lanka»
2. «Ruanda»
3. «Nepal»
4. «Patagonia Chilena»
5. «Victoria Falls»
6. «Cusco y Machu Pichu»
7. «Rajastán - India»
8. «Los 5 grandes de África»
9. «Bolivia, del Salar a la Selva»
10. «Galapagos»
11. «El gran Cañón»
12. «Tikal - Guatemala»

### Segunda temporada (2017)
1. «Grecia»
2. «Japón»
3. «Israel, Palestina y Jordania»
4. «Tailandia»
5. «Escocia»
6. «Turquía»
7. «Brasil»
8. "Filipinas"
9. «Croacia»
10. «De Bangkok a Angkor Wat»
11. «Marruecos»
12. «De Chile hasta Iguazú»

### Tercera temporada (2018)
1. «Hawai»
2. «Madagascar»
3. «Nueva Zelanda»
4. «Safari en la Reserva Masai Mara, Kenia»
5. «Bali, Paraíso de Sudeste Asiático»
6. «Borneo y su fauna excepcional»
7. «Zanzíbar, La joya de África»
8. «Los Himalayas»
9. «El mar de los 7 colores, San Andrés, Colombia»
10. «La ruta jardín, Sudáfrica»
11. «Parque Yellowstone, EE.UU.»
12. «Tahití»

### Cuarta temporada (2019)
1. «Myanmar»
2. «Noruega, el país de los mil fiordos»
3. «Los tesoros de Portugal»
4. «La deslumbrante belleza de Taiwán»
5. «Islas Canarias, Paraíso Salvaje»
6. «Irlanda»
7. «Patagonia Argentina»
8. «Alemania»
9. «El lado desconocido de Florida»
10. «Austria»
11. «República Dominicana»
12. «Los tesoros de Egipto»

### Quinta temporada (2023)
1. «Vietnam»
2. «Vietnam, Segunda Parte»
3. «Singapur»
4. «Bali»
5. «Malasia»
6. «Seúl»
7. «Tailandia-Bangkok»
8. «Chiang Mai, Tailandia»
9. «Taiwán»